# Рогозьно
Рогозьно (пол. Rogoźno, нем. Rogasen) — город в Польше, входит в Великопольское воеводство, Оборницкий повят. Имеет статус городско-сельской гмины. Занимает площадь 11,24 км². Население 11  200 человек (на 2005 год).

## История
Статус города получил 24 апреля 1280 года. 10 февраля 1813 года при Рогазене русский отряд генерал-лейтенанта Воронцова одержал победу над полком польских войск (4-й полк численностью 2000 чел.), сражавшимся на стороне французов. Наступление русских войск вынудило вице-короля Эжена де Богарне отступить за  Одер .

## Известные уроженцы
- Роман Эдмунд Орлик (1918—1982) — польский танкист, мастер танкового боя, участник Второй мировой войны.